# Acer pinnatinervium
Acer pinnatinervium — вид квіткових рослин із роду клен (Acer).

## Морфологічна характеристика
Цей вид дерева може досягати 10 метрів у висоту. Повідомляється, що в Індії він досягає висоти 25 метрів. Кора сіро-бура чи темно-коричнева, шорстка. Гілочки тонкі, голі, поточного року пурпурно-зелені або зелені, старші сіро-зелені або жовто-зелені. Листки стійкі: листкові ніжки лілово-зелені, 2–3.5 см завдовжки, голі; листова пластинка зверху темно-зелена і світла, знизу сіро-біла, видовжено-еліптична чи еліптична 10–14 × 3–6 см, гола, верхівка хвостато-загострена. Суцвіття китицювато-волотисті, ≈ 1.5 см, запушені. Чашолистків 5, жовтувато-зелені, ≈ 2 × 7 мм. Пелюсток 5, світло-жовті, ≈ 1.8 × 0.4 мм. Тичинок 8. Плід жовтувато-коричневий; горішки плоскі, 10–20 × 6–7 мм; крила серпоподібні з горішком 2–4 см, крила гостро розправлені. Період цвітіння: серпень — жовтень; період плодоношення: грудень — лютий.

## Поширення й екологія
Ареал: Китай (Юньнань, Тибет), Індія, М'янма, Таїланд, В'єтнам. Росте на висотах від 500 до 2400 метрів. Вид зростає у змішаних лісах.

## Використання
Немає інформації про використання та торгівлю цим видом.